# Grande Fedor
O Grande Fedor (em inglês: Great Stink) foi um evento ocorrido no centro da cidade de Londres em julho e agosto de 1858, durante o qual o clima quente exacerbou o cheiro de dejeto humano não tratado e efluentes industriais presentes nas margens do Rio Tâmisa. O problema vinha aumentando há alguns anos, com um sistema de esgoto envelhecido e inadequado que era despejado diretamente no Tâmisa. Pensava-se que o miasma dos efluentes transmitia doenças contagiosas, e três surtos de cólera antes do Grande Fedor foram atribuídos aos problemas em curso no rio.
O cheiro e o medo de seus possíveis efeitos levaram à ação de administradores locais e nacionais, que estavam considerando possíveis soluções para o problema. As autoridades aceitaram uma proposta do engenheiro civil Joseph Bazalgette de mover os efluentes para o leste, ao longo de uma série de esgotos interconectados que se inclinavam em direção a pontos de despejo além da área metropolitana. O trabalho em sistemas de alto, médio e baixo nível para os novos esgotos Northern e Southern Outfall Sewer começou no início de 1859 e durou até 1875. Para auxiliar a drenagem, foram instaladas estações de bombeamento para elevar o esgoto de níveis mais baixos para canos mais altos. Duas das estações mais ornamentadas, a Abbey Mills, em Stratford, e a Crossness, em Erith Marshes, com projetos arquitetônicos do engenheiro consultor Charles Driver, estão listadas para proteção pela English Heritage. O plano de Bazalgette introduziu os três diques em Londres pelos quais os esgotos passavam, os diques Victoria Embankment, Chelsea Embankment e Albert Embankment.
O trabalho de Bazalgette garantiu que o esgoto não fosse mais despejado nas margens do Tâmisa e acabasse com os surtos de cólera; acredita-se que suas ações salvaram mais vidas do que os esforços de qualquer outro funcionário vitoriano. Seu sistema de esgoto opera no século XXI, atendendo a uma cidade que cresceu para uma população de mais de oito milhões de habitantes. O historiador Peter Ackroyd argumenta que Bazalgette deve ser considerado um herói de Londres.

## Antecedentes
Esgotos de tijolos haviam sido construídos em Londres a partir do século XVII, quando seções dos rios Fleet e Walbrook foram cobertas para esse fim. No século anterior a 1856, mais de cem esgotos foram construídos em Londres e, naquela época, a cidade tinha cerca de 200.000 fossas negras e 360 esgotos. Algumas fossas negras vazavam metano e outros gases, que muitas vezes pegavam fogo e explodiam, levando a mortes, enquanto muitos dos esgotos estavam em mau estado de conservação. Durante o início do século XIX, foram realizadas melhorias no fornecimento de água para os londrinos e, em 1858, muitos dos canos de água de madeira medievais da cidade estavam sendo substituídos por canos de ferro. Isso, combinado com a introdução de descargas sanitárias e o aumento da população da cidade de pouco menos de um milhão para três milhões de habitantes, levou à liberação de mais água nos esgotos, juntamente com os efluentes associados. Pontos de despejo de fábricas, abatedouros e outras atividades industriais pressionaram mais ainda o já falho sistema. Grande parte desse fluxo transbordava ou era despejado diretamente no Tâmisa.
O cientista Michael Faraday descreveu a situação em uma carta ao The Times em julho de 1855: chocado com o estado do Tâmisa, ele jogou pedaços de papel branco no rio para "testar o grau de opacidade". Sua conclusão foi a seguinte: "Perto das pontes, a feculência rolava em nuvens tão densas que eram visíveis na superfície, mesmo em água desse tipo. [...] O cheiro era muito ruim e comum a toda a água; era o mesmo que agora surge dos bueiros das ruas; todo o rio era, para a época, um verdadeiro esgoto." O cheiro era tão ruim que, em 1857, o governo derramou cal de giz, hipoclorito de cálcio e ácido carbólico no rio para aliviar o fedor.
O pensamento predominante nos cuidados de saúde vitorianos sobre a transmissão de doenças contagiosas era a teoria miasmática, que sustentava que a maioria das doenças transmissíveis era causada pela inalação de ar contaminado. Essa contaminação podia assumir a forma do odor de cadáveres apodrecidos ou de esgotos, mas também de vegetação apodrecida ou do hálito exalado de alguém já doente. Acreditava-se que o miasma era o vetor de transmissão da cólera, que estava em ascensão na Europa do século XIX. A doença era profundamente temida por todos devido à velocidade com que se espalhava e à sua alta taxa de mortalidade.
A primeira grande epidemia de cólera de Londres ocorreu em 1831, quando a doença matou 6.536 pessoas. Entre 1848 e 1849, houve um segundo surto, no qual morreram 14.137 residentes de Londres, seguido por um surto adicional entre 1853 e 1854, no qual 10.738 morreram. Durante o segundo surto, John Snow, um médico de Londres, notou que as taxas de mortalidade eram mais altas nas áreas abastecidas pelas empresas de água Lambeth e Southwark and Vauxhall. Em 1849, ele publicou o tratado On the Mode of Communication of Cholera, que postulava a teoria da transmissão de doenças pela água, em vez da teoria do miasma; pouca atenção foi dada ao estudo. Após o terceiro surto de cólera em 1854, Snow publicou uma atualização de seu tratado depois de se concentrar nos efeitos em Broad Street, Soho. Snow removeu a alavanca da bomba de água local, impedindo assim o acesso à água contaminada, resultando em uma queda nas mortes. Mais tarde, foi estabelecido que um esgoto que vazava corria perto do poço de onde a água era retirada.

## Governo local
A infraestrutura cívica que supervisionava a administração dos esgotos de Londres havia passado por várias mudanças no século XIX. Em 1848, a Metropolitan Commission of Sewers (MCS; em português: Comissão Metropolitana de Esgotos) foi estabelecida a pedido do reformador social Edwin Chadwick e de uma Comissão Real. A Comissão substituiu sete das oito autoridades que administravam os esgotos de Londres desde a época de Henrique VIII; foi a primeira vez que um poder unitário teve total controle sobre as instalações de saneamento da capital. A Building Act 1844 havia assegurado que todos os novos edifícios teriam que ser conectados a um esgoto, não a uma fossa negra, e a comissão começou a conectar fossas negras a esgotos, ou removê-las completamente. Por causa do medo de que o miasma dos esgotos causasse a propagação da doença, Chadwick e seu sucessor, o patologista John Simon, garantiram que os esgotos fossem lavados regularmente, uma política que resultou no despejo de mais esgoto no Tâmisa.

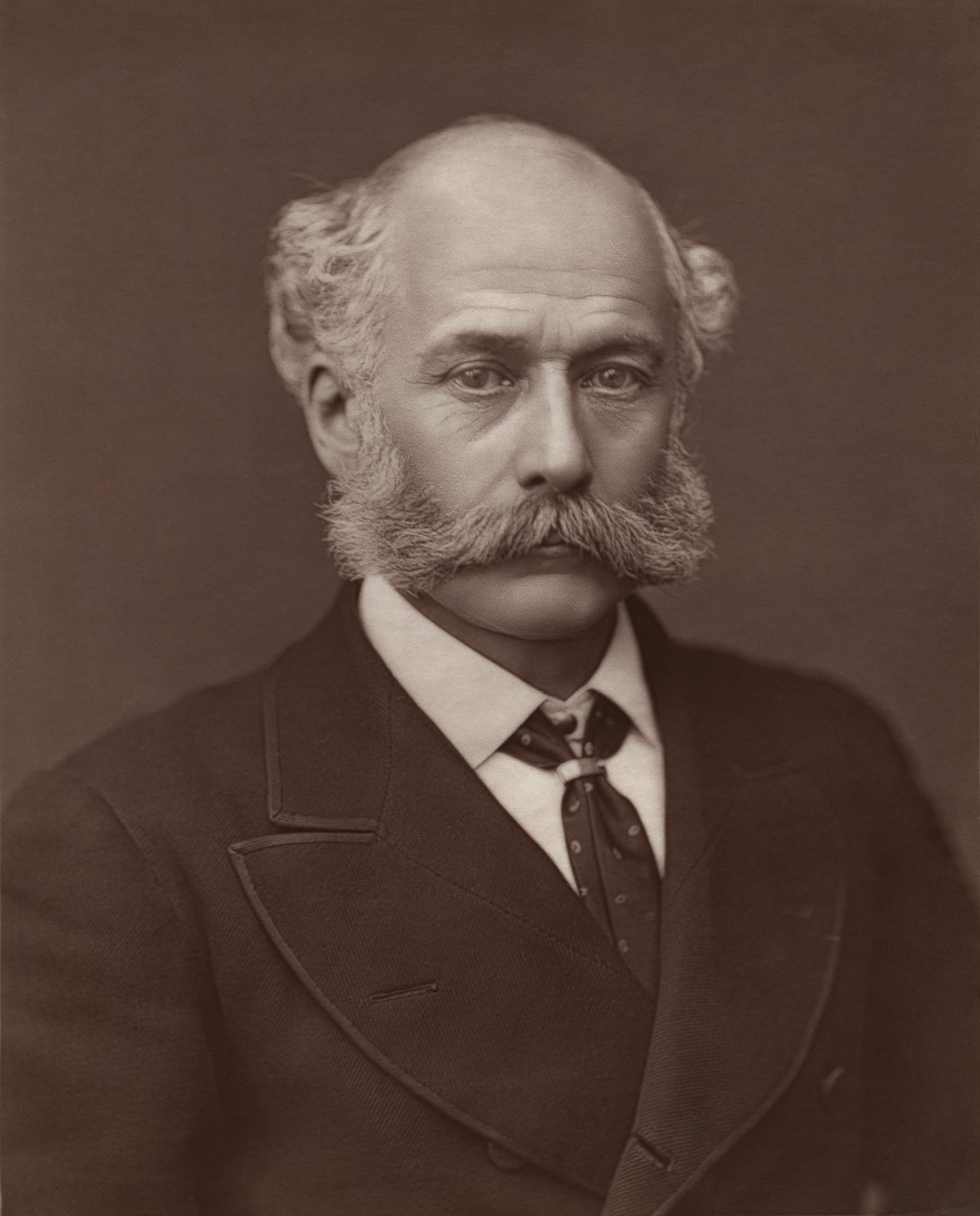
Joseph Bazalgette na década de 1870

Em agosto de 1849, a MCS nomeou Joseph Bazalgette para o cargo de inspetor-assistente. Ele trabalhava como engenheiro consultor na indústria ferroviária até o excesso de trabalho ter causado um sério colapso em sua saúde; sua nomeação para a comissão foi seu primeiro cargo em seu retorno ao mercado de trabalho. Trabalhando sob o comando do engenheiro-chefe Frank Foster, ele começou a desenvolver um plano mais sistemático para os esgotos da cidade. O estresse de seu cargo era demais para Foster, e ele morreu em 1852; Bazalgette foi promovido a seu cargo e continuou refinando e desenvolvendo os planos para o desenvolvimento do sistema de esgoto. A Metropolis Management Act 1855 substituiu a comissão pelo Metropolitan Board of Works (MBW; em português: Conselho Metropolitano de Obras), que assumiu o controle dos esgotos.
Em junho de 1856, Bazalgette concluiu seus planos definitivos, que previam pequenos esgotos locais com cerca de 0,9 m de diâmetro para abastecer uma série de esgotos maiores até que estes fossem drenados através de canos principais de despejo de 3,4 m de altura. Esgotos Northern e Southern Outfall Sewer foram planejados para lidar com os resíduos de cada lado do rio. Londres foi mapeada para áreas de alto, médio e baixo nível, com um esgoto principal atendendo cada uma; uma série de estações de bombeamento foi planejada para remover os resíduos em direção ao leste da cidade. O plano de Bazalgette era baseado no de Foster, mas era maior em escala e permitia um alcance populacional maior – de 3 para 4,5 milhões de pessoas. Bazalgette apresentou seus planos a Sir Benjamin Hall, o então Primeiro Comissário de Obras. Hall tinha receios sobre as descargas — os pontos de despejo de fluxos de resíduos em outros corpos d'água — dos esgotos, que, segundo ele, ainda estavam dentro dos limites da capital e, portanto, eram inaceitáveis. Durante as discussões em andamento, Bazalgette refinou e modificou seus planos, de acordo com as demandas de Hall. Em dezembro de 1856, Hall apresentou os planos a um grupo de três engenheiros consultores, o capitão Douglas Strutt Galton, do Royal Engineers, James Simpson, engenheiro de duas empresas de água, e Thomas Blackwood, engenheiro-chefe do Kennet and Avon Canal. O trio respondeu à Hall em julho de 1857 com propostas de mudanças nas posições dos pontos de despejo, que ele repassou ao MBW em outubro. Os novos pontos de despejo propostos deveriam ser esgotos a céu aberto, funcionando 24 km além das posições propostas pelo conselho; o custo de seus planos seria superior a 5,4 milhões de libras, consideravelmente mais do que a estimativa máxima do plano de Bazalgette, que era de 2,4 milhões de libras. Em fevereiro de 1858, uma eleição geral viu a queda do governo Whig de Lorde Palmerston, que foi substituído pelo segundo ministério Conservador de Lorde Derby; Lorde John Manners substituiu Hall, e Benjamin Disraeli foi nomeado Líder da Câmara dos Comuns e Chanceler do Erário.

## Junho a agosto de 1858
Em meados de 1858, os problemas com o Tâmisa já haviam vindo se formando há vários anos. Em seu romance Little Dorrit — publicado como uma série entre 1855 e 1857 —, Charles Dickens escreveu que o Tâmisa era "um esgoto mortal [...] no lugar de um rio agradável e fresco". Em uma carta a um amigo, Dickens disse: "Eu posso certificar que os cheiros ofensivos, mesmo com aquela curta lufada, têm uma natureza que distende a cabeça e o estômago", enquanto o cientista social e jornalista George Godwin escreveu que "em partes, o depósito tem mais de um metro e meio de profundidade" na costa do Tâmisa, e que "tudo isso é impregnado de matéria impura". Em junho de 1858, as temperaturas nas sombras de Londres atingiram uma média de 34–36 °C — subindo para 48 °C no sol. Combinado com um período prolongado de tempo seco, o nível do Tâmisa caiu, e os efluentes brutos dos esgotos permaneceram nas margens do rio. A rainha Vitória e o príncipe Alberto tentaram fazer, por lazer, uma viagem de cruzeiro no Tâmisa, mas retornaram à costa em poucos minutos porque o cheiro era terrível. A imprensa logo começou a chamar o evento de The Great Stink (em português: O Grande Fedor); o artigo principal do City Press observou que "A gentileza da fala está no fim — fede, e quem inalar o fedor nunca poderá esquecê-lo e poderá considerar-se sortudo se viver para se lembrar dele". Um escritor do The Standard concordou com a opinião. Um de seus repórteres descreveu o rio como uma "abominação pestífera e criadora de tifo", enquanto um segundo escreveu que "a quantidade de gases venenosos liberada é proporcional ao aumento do esgoto que é passado para a corrente". O artigo principal do The Illustrated London News comentou que:
Podemos colonizar os confins mais remotos da terra; podemos conquistar a Índia; podemos pagar os juros da mais enorme dívida já contraída; podemos difundir nosso nome, e nossa fama e nossa riqueza frutificante para todas as partes do mundo; mas não podemos limpar o Rio Tâmisa.
Em junho, o fedor do rio havia se tornado tão ruim que os negócios no Parlamento foram afetados, e as cortinas do lado do rio foram encharcadas de hipoclorito de cálcio para resolver o cheiro. A medida não teve êxito e foram realizadas discussões sobre a possibilidade de mudar os negócios do governo para Oxford ou St Albans. O The Examiner relatou que Disraeli, ao comparecer a uma das salas do comitê, partiu pouco depois com os outros membros deste, "com uma massa de papéis em uma mão e com seu lenço de bolso aplicado ao nariz" porque o cheiro era muito ruim. A interrupção de seu trabalho legislativo levou a questões sendo suscitadas na Câmara dos Comuns. De acordo com o Hansard, o Membro do Parlamento (MP) John Brady informou a Manners que os membros não podiam usar as salas do comitê ou a biblioteca por causa do mau cheiro e perguntou ao ministro "se o nobre Lorde havia tomado alguma medida para mitigar o eflúvio e descontinuar o incômodo". Manners respondeu que o Tâmisa não estava sob sua jurisdição. Quatro dias depois, um segundo MP disse a Manners que "Por uma perversa ingenuidade, um dos rios mais nobres foi transformado em uma fossa negra, e eu gostaria de perguntar se o Governo de Sua Majestade pretende tomar alguma providência para remediar o mal?", e Manners apontou que "o Governo de Sua Majestade não tem nada a ver com o estado do Tâmisa". A revista satírica Punch comentou que "O único tópico absorvente nas duas Câmaras do Parlamento [...] foi a questão da Conspiração para Envenenar. Da culpa do velho infrator, Padre Tâmisa, havia a evidência mais ampla".
No auge do fedor, entre 200 e 250 toneladas de deslocamento (220 a 280 toneladas curtas) de cal estavam sendo usadas perto das bocas dos esgotos que desembocavam no Tâmisa, e homens foram empregados para espalhar cal na costa do Tâmisa na maré baixa; o custo era de 1.500 libras por semana. Em 15 de junho, Disraeli apresentou a Metropolis Local Management Amendment Bill, uma proposta de emenda à 1855 Act; no debate de abertura, ele chamou o Tâmisa de "um lago estigiano, cheirando a horrores inefáveis e intoleráveis". A emenda colocou a responsabilidade de limpar o Tâmisa no MBW e declarou que, "na medida do possível", os pontos de despejo do esgoto não deveriam estar dentro dos limites de Londres; também permitiu que o Conselho recebesse 3 milhões de libras, que seriam reembolsadas através de uma taxa de três centavos em todas as casas de Londres pelos próximos quarenta anos. Os termos favoreceram o plano original de Bazalgette de 1856 e resolveram a objeção de Hall a ele. O artigo principal do The Times observou que "O Parlamento quase foi obrigado a legislar sobre o grande incômodo de Londres pela força do puro fedor". A emenda foi debatida no final de julho e foi aprovada em 2 de agosto.

## Construção

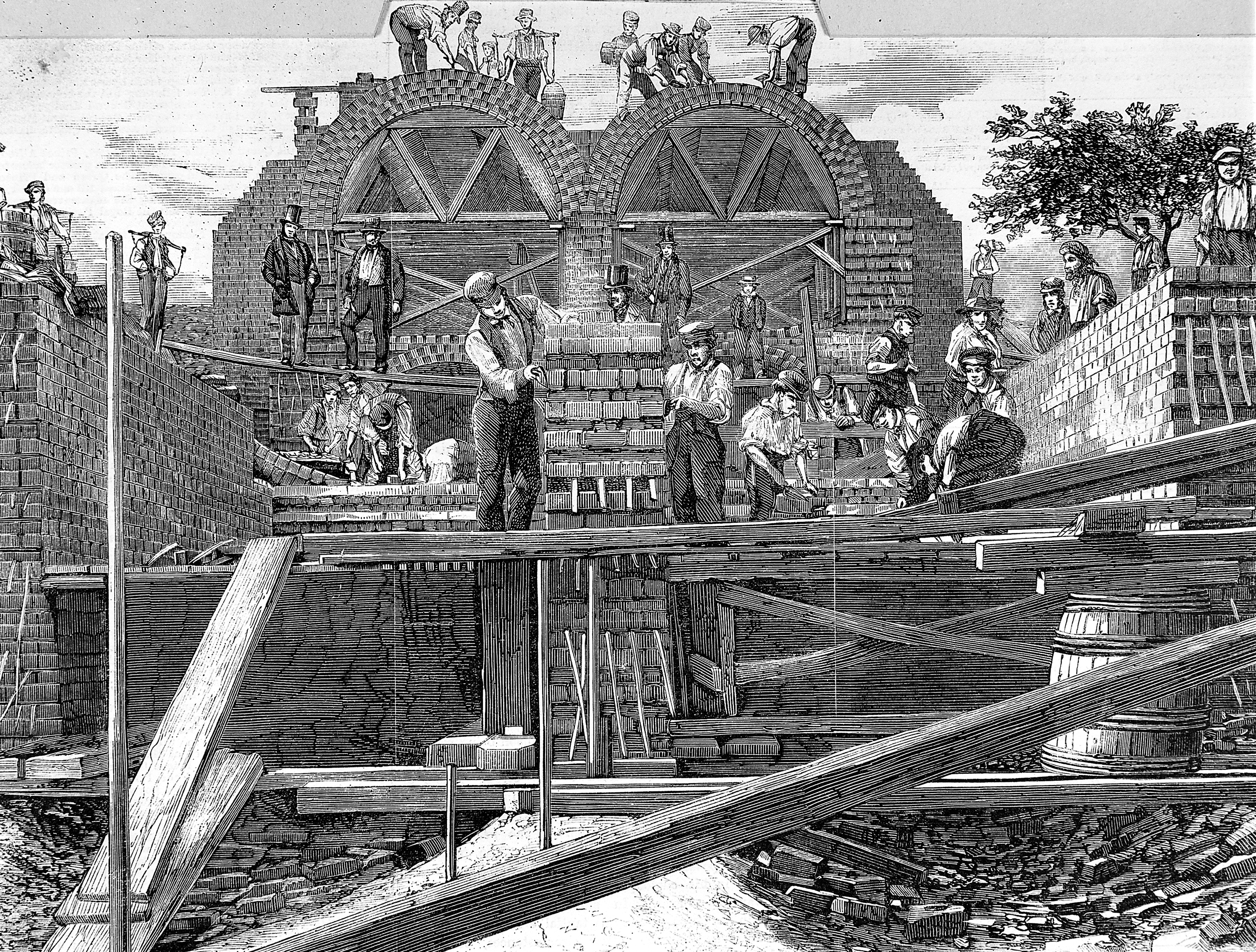
Construção dos esgotos em 1859, perto de Old Ford, Bow, em East London

Os planos de Bazalgette para 1 800 km de esgotos de rua adicionais (coleta de efluentes e água pluvial), que se ligariam a 132 km de esgotos principais interconectados, foram colocados em concurso entre 1859 e 1865. Quatrocentos desenhistas trabalharam nos planos detalhados e cortes transversais para a primeira fase do processo de construção. Havia vários desafios de engenharia a serem superados, particularmente o fato de que partes de Londres — incluindo a área em torno de Lambeth e Pimlico — ficavam abaixo da marca de inundação. O plano de Bazalgette para as áreas de baixo nível era elevar os resíduos de esgotos de baixo nível em pontos-chave para os esgotos de médio e alto nível, que depois seriam drenados com a ajuda da gravidade em direção aos pontos de despejo do leste, em uma inclinação de 38 cm/km.
Bazalgette foi um defensor do uso do cimento Portland, um material mais forte que o cimento padrão, mas com uma fraqueza quando superaquecido. Para resolver o problema, ele instituiu um sistema de controle de qualidade para testar lotes de cimento, descrito pelo historiador Stephen Halliday como "elaborado" e "draconiano". Os resultados foram informados às fabricantes, que alteraram seus processos de produção para melhorar ainda mais o produto. Uma das fabricantes de cimento comentou que o MBW foi o primeiro órgão público a usar esses processos de teste. O progresso dos trabalhos de Bazalgette foi relatado favoravelmente na imprensa. Paul Dobraszczyk, historiador de arquitetura, descreve a cobertura como apresentando muitos dos trabalhadores "de uma maneira positiva, até heroica", e, em 1861, o The Observer descreveu o progresso nos esgotos como "a obra mais cara e maravilhosa dos tempos modernos". Os custos de construção eram tão altos que, em julho de 1863, foram emprestadas 1,2 milhões de libras adicionais ao MBW para cobrir o custo da obra.

### Sistema de drenagem sul
O sistema sul, nos subúrbios menos populosos de Londres, era a menor parte do sistema e a mais fácil de construir. Três esgotos principais iam de Putney, Wandsworth e Norwood até se unirem em Deptford. Naquele ponto, uma estação de bombeamento levantava os efluentes 6,4 m para o esgoto de saída principal, que ia até a Crossness Pumping Estation, em Erith Marshes, onde era despejado no Tâmisa na maré alta. A estação recém-construída em Crossness havia sido projetada por Bazalgette e pelo engenheiro consultor Charles Driver, proponente do uso de ferro fundido como material de construção. A construção era em estilo românico, e o interior contém ornamentos arquitetônicos de ferro fundido, que a English Heritage descreve como importante. A energia para bombear a grande quantidade de esgoto era fornecida por quatro grandes motores de viga, denominados Victoria, Prince Consort, Albert Edward e Alexandra, todos fabricados pela James Watt and Co.
A estação foi inaugurada em abril de 1865 pelo Príncipe de Gales — o futuro rei Eduardo VII —, que oficialmente deu partida nos motores. A cerimônia, que contou com a presença de outros membros da realeza, MPs, o Lord Mayor of London e os Arcebispos de Iorque e da Cantuária, foi seguida de um jantar para quinhentas pessoas dentro da estação. A cerimônia marcou a conclusão da construção dos esgotos Southern Outfall Sewer e o início de sua operação.

Mapa de Londres mostrando os esgotos. A rota dos esgotos de Bazalgette é mostrada em preto grosso

Com a conclusão bem-sucedida do fluxo sul, um dos membros do conselho do MBW, um MP chamado Miller, propôs um bônus para Bazalgette. O conselho concordou e estava preparado para pagar ao engenheiro 6.000 libras — três vezes o seu salário anual —, com mais 4.000 libras a serem compartilhadas entre seus três assistentes. Embora a ideia tenha sido posteriormente abandonada após críticas, Halliday observa que as grandes quantias discutidas "em um momento em que a parcimônia era a característica dominante da despesa pública é uma indicação firme da profundidade do interesse público e da aprovação que parece ter caracterizado o trabalho."

### Sistema de drenagem norte
A parte norte do Tâmisa era a mais populosa, abrigando dois terços da população de Londres, e as obras tiveram que prosseguir por ruas congestionadas e superar obstáculos urbanos como canais, pontes e linhas ferroviárias. O trabalho no sistema começou em 31 de janeiro de 1859, mas os construtores encontraram numerosos problemas na construção, incluindo uma greve de trabalhadores em 1859–60, fortes geadas no inverno e chuvas mais pesadas que o normal. A chuva foi tão forte em junho de 1862 que ocorreu um acidente nas obras de reconstrução do esgoto do Fleet. As escavações profundas estavam paralelas à escavação de um corte em Clerkenwell para a Metropolitan Railway (agora a Metropolitan Line), e a parede de 2,6 m que dividia as duas trincheiras desabou, derramando as águas do Fleet na Victoria Street, danificando as redes de gás e água.
O esgoto de nível alto — a parte mais ao norte das obras — ia de Hampstead Heath a Stoke Newington e atravessava o Victoria Park, onde se unia à extremidade leste do esgoto de nível médio. O esgoto de nível médio começava no oeste, em Bayswater, e seguia pela Oxford Street, passando por Clerkenwell e Bethnal Green, antes da conexão. Esse esgoto principal combinado ia até a Abbey Mills Pumping Station, em Stratford, onde se juntava à extremidade leste do esgoto de nível baixo. As bombas em Abbey Mills levantavam os efluentes do esgoto de baixo nível 11 m para o esgoto principal. Esse esgoto principal percorria 8 km — ao longo do que hoje é conhecido como Greenway — até o ponto de despejo em Beckton.
Como a Crossness Pumping Station, a Abbey Mills foi um projeto conjunto de Bazalgette e Driver. Acima do centro da casa de máquinas, havia uma cúpula ornamentada que, de acordo com Dobraszczyk, dá à estação uma "semelhança superficial [...] à uma igreja bizantina". O historiador de arquitetura Nikolaus Pevsner, em Buildings of England, comenta que a estação mostra "uma arquitetura empolgante aplicada aos fins mais imundos"; ele passou a descrevê-la como "uma mistura não ortodoxa, de estilo vagamente italiano gótico, mas com fileiras de janelas bizantinas e uma lanterna octogonal central que adiciona um gracioso aroma russo".
Para fornecer a drenagem dos esgotos de baixo nível, em fevereiro de 1864, Bazalgette começou a construir três diques ao longo das margens do Tâmisa. No lado norte, ele construiu o Victoria Embankment, que vai de Westminster à Blackfriars Bridge, e o Chelsea Embankment, que vai de Millbank ao Cadogan Pier, em Chelsea. O lado sul contém o Albert Embankment, do lado Lambeth da Westminster Bridge até Vauxhall. Ele arquitetou os esgotos ao longo das margens do Tâmisa, construindo muros na costa, passando os canos de esgoto por dentro e preenchendo ao redor deles. As obras reivindicaram mais de 52 acre (21,0 ha) do Tâmisa; o Victoria Embankment teve o benefício adicional de aliviar o congestionamento nas estradas preexistentes entre Westminster e a Cidade de Londres. O custo de construção dos diques foi estimado em 1,71 milhão de libras, das quais 450.000 foram usadas na compra das propriedades necessárias que estavam à beira-rio, que costumavam ser para uso industrial leve. O projeto dos diques foi visto como sendo de importância nacional e, com a Rainha incapaz de comparecer devido a uma enfermidade, o Victoria Embankment foi aberto pelo Príncipe de Gales em julho de 1870. O Albert Embankment havia sido concluído em novembro de 1869, enquanto o Chelsea Embankment foi aberto em julho de 1874.
Bazalgette considerou o projeto dos diques "uma das coisas mais difíceis e intricadas que o [...] MBW teve que fazer", e, pouco depois da abertura do Chelsea Embankment, ele foi nomeado Cavaleiro Celibatário. Em 1875, o trabalho na drenagem oeste foi concluído, e o sistema tornou-se operacional. O trabalho de construção exigiu 318 milhões de tijolos e 670 000 metros cúbicos de concreto e argamassa; o custo final foi de aproximadamente 6,5 milhões de libras.

## Legado

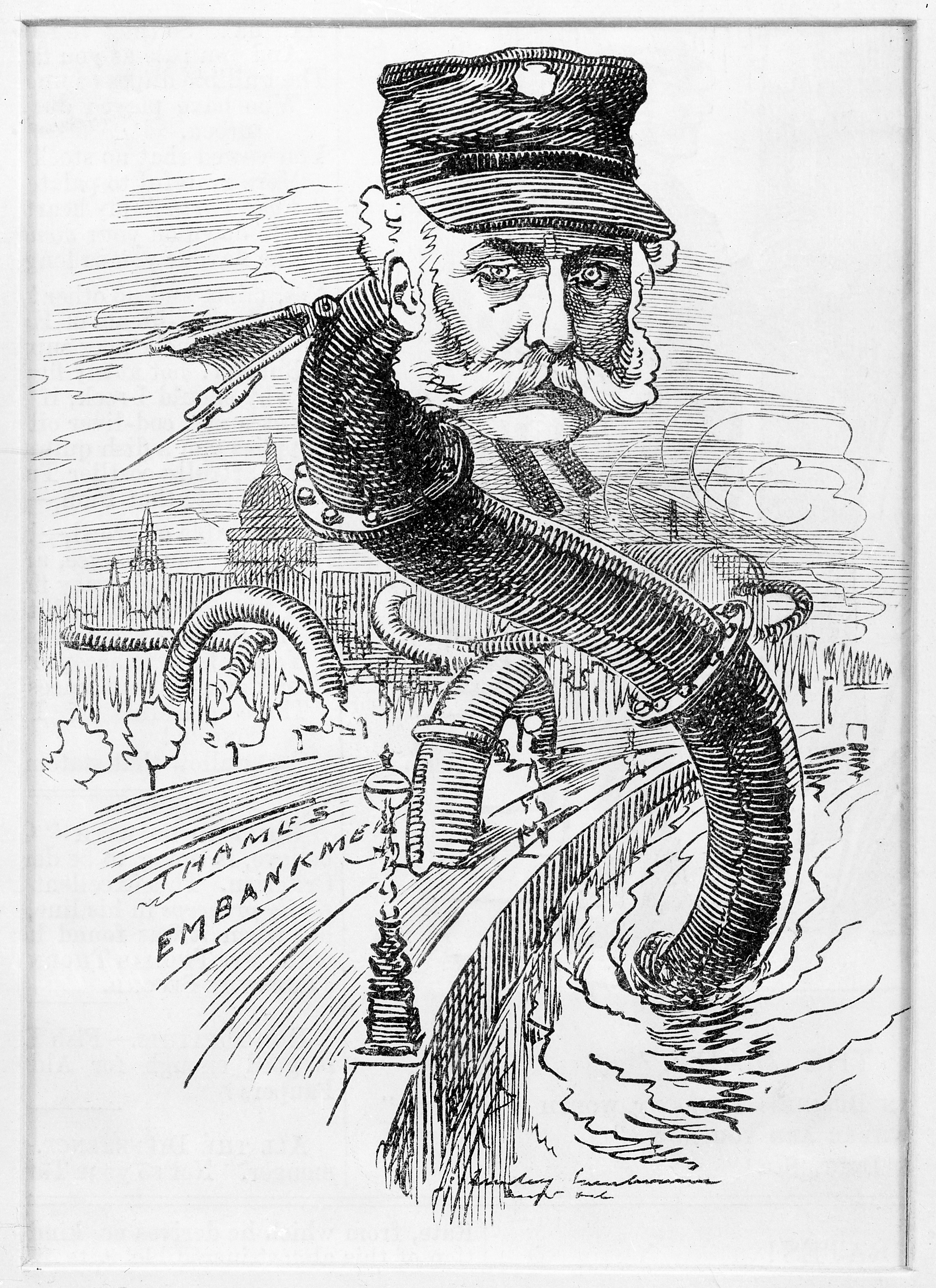
Bazalgette como a "Serpente do Esgoto", Punch, 1883

Em 1866, houve um novo surto de cólera em Londres que matou 5.596 pessoas, embora estivesse confinado a uma área do East End entre Aldgate e Bow. Naquela época, essa era uma parte de Londres que não estava conectada ao sistema de Bazalgette, e 93% das mortes ocorreram na área. A falha foi da East London Water Company, que descarregava seu esgoto 800 metros a jusante de seu reservatório: o esgoto estava sendo levado a montante para o reservatório na corrente que chegava, contaminando a água potável da área. O surto e o diagnóstico de suas causas levaram à aceitação de que a cólera era transmitida pela água, não por miasma. A The Lancet, relatando detalhes da investigação do incidente pelo Dr. William Farr, afirmou que seu relatório "tornará irresistíveis as conclusões às quais ele chegou em relação à influência do abastecimento de água na causa da epidemia". Esse foi o último surto da doença na capital.
Em 1878, um barco a vapor de lazer do Tâmisa, o SS Princess Alice, colidiu com o barco carvoeiro Bywell Castle e afundou, causando mais de 650 mortes. O acidente ocorreu próximo aos pontos de despejo, e foram levantadas questões na imprensa britânica sobre se o esgoto era responsável por algumas das mortes. Na década de 1880, mais temores sobre possíveis problemas de saúde por causa dos pontos de despejo levaram à purificação de esgoto em Crossness e Beckton por parte do MBW, em vez de despejar o efluente não tratado no rio, e uma série de seis barcos foi ordenada a enviar efluentes para o Mar do Norte para despejo. O primeiro barco, empregado em 1887, foi nomeado SS Bazalgette; o procedimento permaneceu em serviço até dezembro de 1998, quando o despejo foi interrompido e um incinerador foi usado para descartar os resíduos.  Os esgotos foram expandidos no final do século XIX e novamente no início do século XX. A rede de drenagem é, à data de 2015, gerenciada pela Thames Water e é usada por até oito milhões de pessoas por dia. A empresa disse, em 2014, que "o sistema está lutando para lidar com as demandas da Londres do século XXI".
A Crossness Pumping Station permaneceu em uso até meados da década de 1950, quando foi substituída. Os motores eram grandes demais para serem removidos e foram deixados in situ, embora tenham caído em um estado de degradação. A própria estação tornou-se uma estrutura listada como grau I por meio do Ministério de Construções e Obras Públicas em junho de 1970 (desde então substituído pela English Heritage). A estação e seus motores estão, à data de 2015, sob restauração pela Crossness Engines Trust. O presidente da organização de caridade é o produtor de televisão britânico Peter Bazalgette, trineto de Joseph. À data de 2015, parte das instalações da Abbey Mills continua a operar como uma estação de bombeamento de esgoto. As grandes chaminés duplas da estação foram removidas durante a Segunda Guerra Mundial, após o receio de que elas pudessem ser usadas pela Luftwaffe como um ponto de referência para navegação, e o edifício foi listado como grau II* pelo Ministério de Obras em novembro de 1974.
O fornecimento de um sistema de esgoto integrado e em pleno funcionamento para a capital, juntamente com a queda associada nos casos de cólera, levou o historiador John Doxat a afirmar que Bazalgette "provavelmente fez mais bem e salvou mais vidas do qualquer funcionário vitoriano". Bazalgette continuou trabalhando no MBW até 1889, período em que substituiu três pontes de Londres: a Putney em 1886, a Hammersmith em 1887 e a Battersea em 1890. Ele foi nomeado presidente da Institution of Civil Engineers (ICE; em português: Instituição de Engenheiros Civis) em 1884, e, em 1901, um monumento comemorativo de sua vida foi inaugurado no Victoria Embankment. Quando ele morreu, em março de 1891, seu obituarista no The Illustrated London News escreveu que "os dois grandes títulos da fama de Bazalgette são que ele embelezou Londres e a drenou", enquanto Sir John Coode, presidente da ICE na época, disse que o trabalho de Bazalgette "permanecerá como um monumento à sua habilidade e capacidade profissional". O obituarista do The Times opinou que "quando o neozelandês chegar a Londres daqui a mil anos [...] a magnífica solidez e a simetria irrepreensível dos grandes blocos de granito que formam a parede do dique do Tâmisa ainda permanecerão". Ele continuou: "o grande esgoto que corre sob os londrinos [...] acrescentou cerca de 20 anos à sua chance de vida". O historiador Peter Ackroyd, em sua história da Londres subterrânea, considera que "com [John] Nash e [Cristopher] Wren, Bazalgette entra no panteão dos heróis de Londres" por causa de seu trabalho, particularmente a construção dos diques Victoria e Albert Embankment.